# Květa Jeriová
Květoslava „Květa“ Jeriová (* 10. října 1956 Jilemnice), provdaná Pecková, známá jako Jeriová-Pecková či Pecková-Jeriová, je bývalá československá reprezentantka v běhu na lyžích. Je trojnásobnou olympijskou medailistkou z let 1980 a 1984 a vdovou po veslaři Zdeňku Peckovi.

## Sportovní kariéra
Vyrůstala jako nejmladší ze čtyř dcer na statku v Zálesní Lhotě. Nejprve byla členkou lyžařského oddílu Sokol Studenec, později SVS RH Jablonec nad Nisou, v letech 1974 až 1984 členkou reprezentačního družstva. Jejími trenéry byli postupně Ilja Matouš, Bohuslav Rázl a Zdeněk Ciller. Účastnila se dvou mistrovství světa (1978, 1982) a dvou zimních olympijských her (1980, 1984). Během kariéry získala tři individuální medaile a jednu se štafetou.

### Lake Placid 1980
Na svých prvních olympijských hrách získala bronzovou medaili v závodě na 5 km. Na dvojnásobné trati skončila devátá a s československou štafetou 4×5 km čtvrtá.

### Holmenkollen 1982
Na světovém šampionátu 1982 dosáhla na individuální medaili v závodě na 10 km. Jelikož i ostatní československé běžkyně se dobře umístily, vkládaly se velké naděje do štafetového běhu. Tam však Jeriová nezvládla poslední úsek zcela podle svých představ a štafeta skončila pátá.

### Sarajevo 1984
V prvním olympijském závodě v Sarajevu na 10 km se sice umístila desátá jako nejlepší z československých závodnic, ale už v následujícím běhu na 5 km vybojovala bronzovou medaili. Uspěly i ostatní československé závodnice, které se všechny vešly do nejlepší dvacítky, proto se s napětím očekával závod štafet. Dagmar Švubová rozběhla štafetu velmi dobře a předávala čtvrtá v kontaktu se třetí Finkou. Druhý úsek běžela Blanka Paulů a předávala již na třetí pozici. Gabriela Svobodová se dokázala držet papírově silnějších soupeřek a kontakt udržela. Jeriová vybíhala na závěrečný úsek čtvrtá těsně za Finkou Hämäläinenovou. Na prvním místě byly nedostižné Norky, zato Ruska Smetaninová na druhém místě nebyla daleko. Jeriová a Hämäläinenová Smetaninovou brzy dojely a část úseku běžely tyto tři závodnice společně. Jako první odpadla ze skupiny Smetaninová a československé běžkyně v tu chvíli měly jistou olympijskou medaili ze štafetového běhu, první v historii československého sportu. Jeriová nakonec porazila i Hämäläinenovou a slavila v cíli stříbrnou medaili. Na svém úseku dosáhla absolutně nejrychlejšího času, předvedla dobře zvládnutý závod a byla jedinou závodnicí, která dokázala v přímém souboji porazit suverénku her Hämäläinenovou. V závěrečném běhu na 20 km skončila Jeriová na 12. místě.

### Konec kariéry
Sportovní kariéru ukončila v osmadvaceti letech, těsně po sarajevské olympiádě, pod vlivem nepříjemného ovzduší v lyžařském svazu. Svou roli patrně sehrál přístup vedení svazu k běžkyním během OH v Sarajevu, kdy se Jeriová a Paulů i přes svůj nesouhlas musely zúčastnit úvodního závodu na 10 km, ačkoliv bylo jasné, že nemají naději na výrazný úspěch.

## Mimosportovní život
Jeriová vystudovala Pedagogickou fakultu v Hradci Králové. Do školního roku 2011/2012 byla učitelkou na Gymnáziu J. Jungmanna v Litoměřicích. Byla členkou Výkonného výboru Českého olympijského výboru (ČOV) a v letech 2006–2020 předsedkyní Českého klubu fair play při ČOV. Klub Fair play zastupovala v Radě Evropy a EFPM (Evropské hnutí pro fair play).
Jejím manželem byl veslař a později trenér Zdeněk Pecka. Mají spolu dvě dcery. Dcera Květoslava Pecková (vystudovaná lékařka) se věnuje vytrvalostnímu běhání, je mj. dvojnásobnou mistryní ČR v běhu na 5000 m (2011, 2012) a vítězkou závodu We Run Prague (2012).
V roce 2006 neúspěšně kandidovala do Senátu na Litoměřicku jako nestraník za SNK ED. Roku 2008 kandidovala v krajských volbách (taktéž neúspěšně) za Sdružení pro zdraví, sport a prosperitu na čtvrtém místě. Strana nepřekročila pětiprocentní volební klauzuli.
V roce 2012 byla vydána její kniha s názvem Vzpomínky lyžařské.
Roku 2021 obdržela Cenu Věry Čáslavské za zásluhy žen ve sportu a olympijském hnutí.

## Největší úspěchy

### Zimní olympijské hry
- 1980: ZOH v Lake Placid, 3. místo na 5 km, 4. místo ve štafetě 4×5 km
- 1984: ZOH v Sarajevu, 2. místo ve štafetě 4×5 km, 3. místo na 5 km, 10. místo na 10 km, 12. místo na 20 km

### Mistrovství světa v běhu na lyžích
- 1982: MS v Oslu, 3. místo na 10 km, 5. místo na 5 km

### Světový pohár v běhu na lyžích
- 1981 SP celkově: 3. místo
- 1982 SP celkově: 3. místo
- 1983 SP celkově: 3. místo
- 1984 SP celkově: 4. místo
- 8× vyhrála v jednotlivých závodech Světového poháru (1982–1984) a v roce 1981 na závodě v Holmenkollenu na 5 km

### Ankety a ocenění
- 1980: Král bílé stopy
- 1981: Král bílé stopy
- 1982: Král bílé stopy
- 1984: Sportovec roku, Král bílé stopy
- 2017: Stříbrná pamětní medaile Senátu
- 2021: Cena Věry Čáslavské[4]